# Варгафтик, Натан Борисович
Натан Борисович Варгафтик (1904, Речица, Минская губерния — 1994, Москва) — советский теплофизик, доктор технических наук (1952), профессор (1952), лауреат Сталинской премии.

## Биография

### Научно-педагогическая деятельность
После окончания института — инженер, старший научный сотрудник Всесоюзного теплотехнического института имени Ф. Э. Дзержинского.
В 1934 году совместно с руководителем группы теплопередачи Д. Л. Тимротом экспериментально определил теплопроводность и вязкость водяного пара до 250 градусов. В последующие годы эта работа была выполнена в диапазоне от 250 до 476 градусов, и затем до 600 градусов.
Доктор технических наук (1952), профессор (1953).
В 1956—1988 годах преподавал в МАИ, профессор кафедры физики.
Соавтор формулы Предводителева — Варгафтика для вычисления теплопроводности жидкостей.
В 1979 году профессор Варгафтик был избран почётным членом Международной ассоциации по свойствам воды и водяного пара (IAPWS), а в 1981 году он удостоен звание заслуженного деятеля этой ассоциации.
С 1988 года на пенсии.

### Семья
- Сын — Михаил Натанович Варгафтик, химик, лауреат Государственной премии Российской Федерации (2002).
  - Внук — Артём Варгафтик, российский виолончелист, музыкальный педагог, критик, радио- и телеведущий, популяризатор академической музыки.

## Награды и звания
- Сталинская премия 1950 года — за научные исследования тепловых свойств водяного пара при высоких давлениях итемпературах, результаты которых изложены в серии статей, опубликованных в журнале «Известия Всесоюзного теплотехнического института имени Дзержинского» (1948—1949).
- Премия Совета Министров СССР 1987 года — за исследование теплофизических свойств водяного пара и щелочных металлов при параметрах, близких к критическим.